# Pseudocometes argutulus
Pseudocometes argutulus là một loài bọ cánh cứng trong họ Cerambycidae.